# (791) Ani
(791) Ani es un asteroide perteneciente al cinturón de asteroides descubierto el 29 de junio de 1914 por Grigori Nikoláievich Neúimin desde el observatorio de Simeiz en Crimea.
Está nombrado por Ani, antigua ciudad armenia de origen medieval cuyas ruinas se encuentran en Turquía.